# 藤原為光
藤原 為光（ふじわら の ためみつ、天慶5年〈942年〉 - 正暦3年6月16日〈992年7月18日〉）は、平安時代中期の公卿。藤原北家為光流の祖で、右大臣・藤原師輔の九男。官位は従一位・太政大臣、贈正一位。法住寺の建立で知られる。

## 経歴
村上朝の天暦11年（957年）従五位下に叙爵し、翌天徳2年（958年）侍従に任ぜられる。左兵衛権佐を経て、応和2年（962年）従五位上・右近衛少将、康保3年（966年）正五位下と、武官を務めながら昇進し、この間に五位蔵人も務めている。
康保4年（967年）6月の冷泉天皇即位後も引き続き蔵人を務めるが、同年10月に従四位下に叙せられて蔵人を去る。康保5年（968年）従四位上・権左中弁に叙任され弁官に遷る。安和2年（969年）3月に叔父（母雅子の弟）であり義兄弟（姉妹の夫）でもあった左大臣源高明が失脚する安和の変が発生し、高明の女婿為平親王の家司を務めていた為光は連座して昇殿を止められる。しかし、まもなく許されたらしく、4月に左中弁に昇格し、8月の円融天皇即位を経て10月には蔵人頭（頭弁）に任ぜられ、天禄元年（970年）には参議兼左近衛中将として公卿に列した。
異母兄の伊尹・兼通から可愛がられており、天延元年（973年）に先任参議6名を飛び越して権中納言に抜擢され、従三位に叙せられると、天延3年（975年）中納言、天延4年（976年）正三位に叙任されるなど、公卿となった後も順調に昇進していく。貞元2年（977年）には従二位・大納言に叙任され、兼通から疎んじられていた異母兄の兼家を超え、筆頭大納言となる。しかし、同年11月に兼通が没すると、翌天元元年（978年）に兼家が右大臣に就任して再び為光を超え、兼家と将来の摂関の地位を争う。
永観2年（984年）春宮大夫として仕えてきた師貞親王が即位（花山天皇）し、天皇の要望を受けて為光は娘の藤原忯子を入内させる。忯子は天皇の寵愛を受け、為光自身も内給所を任されるなど、天皇の外戚で為光の義弟・婿でもある権中納言・藤原義懐と並んで重きをなした。だが、寛和元年（985年）7月に忯子が急死すると、翌寛和2年（986年）6月に傷心の花山天皇は出家してしまい（寛和の変）、続く一条天皇の即位とその外祖父・兼家の摂政就任によって為光の野心は挫折した。しかし、兼家は左大臣・源雅信に対抗するために為光との連携を図ったため、同年7月に為光は右大臣に任ぜられ、寛和3年（987年）には従一位に叙せられた。その一方で、これによって為光は兼家・道隆親子の風下に立つことになってしまった。永延2年（988年）には妻と忯子の菩提を弔うために法住寺を建立している。
正暦2年（991年）に道隆の推挙で太政大臣に任じられるが、翌正暦3年（992年）6月16日薨御。享年51。正一位が贈られ、相模国を封じられた。諡は恒徳公。邸宅の一条院は姪・詮子に相続された。
日記に『法住寺相国記』がある。

## 官歴
『公卿補任』による。
- 天暦11年（957年） 正月7日：従五位下（故康子内親王給）
- 天徳2年（958年） 正月30日：侍従
- 天徳3年（959年） 正月26日：左兵衛権佐
- 天徳4年（960年） 正月13日：昇殿。5月4日：服解。6月26日：復任
- 応和2年（962年） 正月7日：従五位上（中宮御給）。正月23日：右近衛少将
- 応和3年（963年） 正月13日：五位蔵人。正月28日：兼伊予権介
- 康保3年（966年） 正月7日：正五位下。正月27日：近江権介
- 康保4年（967年） 5月25日：去五位蔵人（崩御）[5]。6月10日：昇殿（践祚初）、五位蔵人（新帝）[6]。9月1日：東宮昇殿。10月11日：従四位下（少将労）。10月14日：昇殿
- 康保5年（968年） 2月5日：権左中弁[5]、少将如元。11月24日：従四位上（大嘗会悠紀）[5]。12月18日：止少将[5]
- 安和2年（969年） 正月27日：兼内蔵頭。3月26日：止昇殿（依為平親王家司也）。4月28日：左中弁、頭如元。8月13日：兼東宮権亮（春宮・居貞親王）。10月14日：蔵人頭
- 天禄元年（970年） 12月16日：左近衛中将、去左中弁。12月30日：参議、中将如元
- 天禄2年（971年） 正月29日：兼備中守
- 天禄4年（973年） 正月28日：従三位、権中納言。7月1日：兼中宮大夫（中宮・藤原媓子）
- 天延3年（975年） 正月26日：中納言、大夫如元
- 天延4年（976年） 正月7日：正三位（不次叙云々、越済時文範）
- 貞元2年（977年） 3月26日：従二位。4月24日：大納言、4月25日：大夫如元
- 貞元3年（978年） 10月17日：兼按察使
- 天元2年（979年） 6月13日：止大夫
- 天元4年（981年） 2月23日：正二位（臨時）。10月4日：可叙従一位、而譲男誠信叙正五位下
- 永観2年（984年） 8月18日：春宮権大夫（春宮・師貞親王）。8月27日：止権大夫（受禅）、兼春宮権大夫（春宮・懐仁親王）。10月10日：可従一位、而譲男斉信叙従五位上
- 寛和2年（986年） 6月：止大夫（践祚）。7月20日：右大臣。7月22日：可叙従一位、而譲男誠信叙従四位下
- 寛和3年（987年） 10月14日：従一位（此日行幸摂政東三条之次、臨時叙之）
- 正暦2年（991年） 正月：聴輦車。9月7日：太政大臣
- 正暦3年（992年） 6月16日：薨御。諡恒徳公、封相模国、詔正一位

## 系譜
- 父：藤原師輔
- 母：雅子内親王 - 醍醐天皇第十皇女
- 正室：藤原敦敏の娘
  - 長男：藤原誠信（964-1001）
  - 次男：藤原斉信（967-1035）
  - 長女：藤原義懐室
  - 次女：藤原忯子（969-985） - 花山天皇女御
- 継室：藤原伊尹の娘
  - 三男：藤原道信（972-994） - 藤原兼家の養子
  - 四男：藤原公信（977-1026） - 次男・斉信の養子
  - 三女：寝殿の御方 - 源雅信室[7]、藤原伊周妾
  - 四女：藤原儼子（?-1016） - 花山法皇妾、藤原道長妾、藤原妍子女房
  - 五女：藤原穠子（979-1025） - 源兼資室、藤原道長妾、藤原妍子女房、禎子内親王女房
- 妾：藤原伊尹の娘
- 生母不明の子女
  - 男子：藤原長信
  - 男子：尋光（971-1038）
  - 男子：良光
  - 女子：藤原隆家室
  - 女子：安芸守家平室